# Maine Mariners (AHL)
Die Maine Mariners waren eine Eishockeymannschaft in der American Hockey League. Sie spielten von 1977 bis 1992 in Portland, Maine, USA im Cumberland County Civic Center. Das Team wurde 1992 nach Providence verlegt und in Providence Bruins umbenannt.

## Geschichte
Bereits seit 1973 existierte mit den Maine Nordiques aus der North American Hockey League ein professionelles Eishockeyteam im US-Bundesstaat Maine, das als Farmteam der Québec Nordiques aus der World Hockey Association diente. 1977 sollte ein Franchise der American Hockey League in Portland angesiedelten werden und es gab drei Bewerbungen dafür. Das bereits etablierte AHL-Team der Rhode Island Reds war bereit einige ihrer Heimspiele in der Stadt auszutragen. Die Québec Nordiques wollten ihr Farmteam ebenfalls in Portland spielen lassen, allerdings sollten auch in Lewiston Heimspiele ausgetragen werden. Nur die Philadelphia Flyers aus der National Hockey League wollten ein AHL-Team als Farmmannschaft installieren, das ausschließlich in Portland seine Heimat hat und sie erhielten schließlich auch den Zuschlag.
Die Maine Mariners gingen im Herbst 1977 in ihre erste Saison und spielten von Anfang an erfolgreiches Eishockey. Am Ende ihrer ersten Saison waren sie das beste Team der Hauptrunde und auch in den Playoffs spielten sie weiterhin souverän und gewannen als zweites Team in der Geschichte der AHL gleich in ihrer Debütsaison den Calder Cup. In der zweiten Spielzeit knüpften sie daran an, gewannen erneut den Titel als beste Mannschaft der regulären Saison und konnten nach einer erfolgreichen Endrunde den Calder Cup verteidigen.
Garant für den Erfolg in den ersten Jahren war Trainer Bob McCammon, der zweimal mit dem Louis A. R. Pieri Memorial Award als bester Trainer der Liga geehrt wurde und somit Anfang der achtziger Jahre zum Cheftrainer der Flyers befördert wurde. Bei den Spielern stachen unter anderem Wayne Schaab, Paul Evans, Bernie Johnston, Barry Dean und Gordie Clark hervor, die vor allem in der Offensive glänzten und das Bild der Mannschaft länger prägten. Zudem stellte die Mannschaft in ihrer ersten Spielzeit mit Blake Dunlop gleich den Gewinner des Les Cunningham Award als wertvollster Spieler der AHL, der aber in der zweiten Saison nur noch selten für Maine spielte und in der NHL zum Stammspieler wurde.
In den folgenden vier Jahren scheiterten die Mariners zweimal vorzeitig in den Playoffs und mussten somit erstmals einige Rückschläge verkraften, zweimal zogen sie aber erneut ins Finale ein, unterlagen dort jedoch den Adirondack Red Wings und den Rochester Americans. Besonders hervor stach dabei der junge schwedische Torhüter Pelle Lindbergh, der 1980 zu den Mariners gekommen war. Gleich in seiner ersten Saison führte er die Mannschaft ins Finale und erhielt nach der Saison die Auszeichnungen als wertvollster Spieler und bester Neuprofi der Liga.
Nach sechs erfolgreichen Jahren als Farmteam der Philadelphia Flyers endete die Zusammenarbeit und die Mariners fungierten ab der Saison 1983/84 als Kooperationspartner der New Jersey Devils. Die Mannschaft spielte daraufhin die bis dahin schlechteste Spielzeit ihres Bestehens und beendete die reguläre Saison mit 33 Siegen aus 80 Ligaspielen, womit sie sich trotzdem für die Playoffs qualifizieren konnten. Tom McVie, der die Mannschaft noch im Vorjahr bis ins Finale geführt hatte, wurde von den New Jersey Devils zwischenzeitlich zum Cheftrainer ernannt und der unerfahrene John Paddock hatte die Verantwortung bei den Mariners für den Rest der Saison übernommen. In den Playoffs zeigte sich das Team aber von einer anderen Seite und sorgte für eine Überraschung, als sie nach der schwachen Hauptrunde trotzdem den Calder Cup gewinnen konnten.
Als Tom McVie zur Saison 1984/85 wieder das Traineramt übernahm, konnten sich die Mariners in den folgenden zwei Jahren in der regulären Saison wieder stabilisieren, in den Playoffs blieben sie aber erfolglos. Als dann schließlich im Frühjahr 1987 mit der verpassten Qualifikation für die Playoffs der erste große Tiefpunkt in der Franchisegeschichte erreicht wurde, standen mehrere große Veränderungen an.
Im Sommer 1987 übernahmen die Boston Bruins die Maine Mariners als ihr Farmteam und ersetzen den zuletzt erfolglosen Tom McVie durch den unerfahrenen Mike Milbury, der in den zwölf Jahren zuvor als Verteidiger bei den Bruins aktiv war und vor dem Beginn seiner Trainerkarriere stand. Und auch im Kader gab es einige Veränderungen, da Boston viele junge Spieler in Maine abstellte. Die Saison 1987/88 war schließlich auch von Erfolg geprägt, da die Mannschaft wieder zurückkehrte unter die besten Teams der Liga.
Doch das positive Ergebnis hielt sich nicht lange und die folgenden vier Jahre waren größtenteils von Misserfolg geprägt. 1989 und 1990 verpassten sie die Playoffs, ehe Trainer Rick Bowness, der mittlerweile Milbury abgelöst hatte, die Mariners trotz eines schwachen Saisonergebnisses in die Endrunde führen konnte, wo sie in der ersten Runde aber bereits scheiterten.
1991/92 erreichte die Mannschaft schließlich den absoluten Tiefpunkt. Mit nur 23 Siegen aus den 80 Saisonspielen belegten sie abgeschlagen den letzten Platz in der AHL. Es war gleichzeitig auch die letzte Saison in Portland. Die Teambesitzer standen in Verhandlungen mit der Stadt Providence im US-Bundesstaat Rhode Island und man kam schließlich zu dem Ergebnis, das Franchise umzusiedeln und in Providence Bruins umzubenennen.

## Erfolge und Ehrungen

### Vereinsrekorde

#### Karriere
|                     | Name             | Anzahl                        |
| Meiste Spiele       | Paul Evans       | 489 (in 7 Spielzeiten)        |
| Meiste Tore         | Paul Evans       | 164                           |
| Meiste Vorlagen     | Paul Evans       | 296                           |
| Meiste Punkte       | Paul Evans       | 460 (164 Tore + 296 Vorlagen) |
| Meiste Strafminuten | Bruce Shoebottom | 1069                          |

#### Saison
|                     | Name            | Anzahl                      | Saison  |
| Meiste Tore         | Gordie Clark    | 50                          | 1981/82 |
| Meiste Vorlagen     | Bernie Johnston | 66                          | 1978/79 |
| Meiste Punkte       | Gordie Clark    | 101 (50 Tore + 51 Vorlagen) | 1981/82 |
| Meiste Strafminuten | Dave Brown      | 418                         | 1982/83 |